# Acy-en-Multien
Acy-en-Multien é uma comuna francesa na região administrativa de Altos da França, no departamento de Oise. Estende-se por uma área de 11,47 km². Em 2010 a comuna tinha 872 habitantes (densidade: 76 hab./km²).